# 中国好声音
《中国好聲音》（英語：Sing! China）是中国大陆的一个音乐选秀电视节目，由灿星制作公司制作，並由浙江卫视于2016年7月15日夏季开始播放。该节目是根据原版《The Voice of China 中國好聲音》改编而成。2016年至2017年期间，改编之后的节目名称为《中国新歌声（Sing！China）》，之后于2018年重新命名为《中国好声音》，其英文名“Sing! China”和标志维持不变。
该电视节目的目标为寻找新的歌唱天才，包括独唱或二重唱、专业和业余，参赛者年龄为18岁或以上（第一季和第二季为16岁或以上）有抱负的歌手，这些歌手是从公开试镜中选出的。
获胜者由现场观众通过短信投票决定，冠军歌手可与多家唱片公司签订唱片合约。过去七季的冠军歌手分别为：蒋敦豪、扎西平措、旦增尼玛、邢晗铭、单依纯、伍珂玥和梁玉莹。
该系列节目聘请四位导师组成小组，由导师对学员的表现给于评论。在比赛的过程中，各位导师设法将各自所挑选的学员收归自己的战队，确保战队之间互相竞争之后，属于本身战队的学员可获得冠军，而自己则成为获胜战队的导师。最初的导师小组成员包括周杰伦、那英、汪峰和庾澄庆，之后的历届导师包括陈奕迅、刘欢、谢霆锋、李健、王力宏、李玟、李荣浩、李宇春、李克勤和梁静茹。
该电视节目第八季于2023年7月28日开始播出，由周华健、薛之谦、潘玮柏和刘宪华加入担任导师，但该季节目因调查事故而于同年8月25日暂停播放。该事故始于一段录音在网络上引发争议，录音内容显示，已故歌手李玟在生前控诉节目组的不當对待。

## 概要

### 《中国新歌声》时期
节目前身是2012年开播的《中国好声音》。《中国新歌声》第一季原为《中国好声音》第五季，但由唐德影视拿到第五季版权，所以，灿星公司无法继续以《中国好声音》为名继续制作第五季（目前Talpa終止「The Voice of China」在中國地區的授權合作），《中国新歌声》于2016年7月15日起在中国浙江卫视开播。
《中国好声音》因2016年1月20日，唐德影视发出公告，称其与研发《The Voice》系列节目模式的荷兰Talpa公司签署了合作意向书，Talpa公司向唐德影视授予《好声音》的相关权利并向后者提供相关服务。1月21日，《中国好声音》制作方灿星制作向唐德影视发出律师函，要求停止侵权行为。1月27日，Talpa公司称，因双方合约在2016年1月8日终止，并未续约，因此Talpa公司要求禁止灿星继续制作及播放《中国好声音》第五季节目。此后灿星制作不服，通过多个新媒体渠道斥责Talpa的违约行为。另据灿星制作的说法，该公司持有《The Voice》节目模式的“独家续约权”，至2018年失效。而灿星制作还发表声明表示，《中国好声音》的中文品牌属灿星制作与浙江卫视共同拥有，Talpa公司无权授权任何一方制作名为《中国好声音》的节目，并表示在遵守国际惯例的前提下，与Talpa公司重启续约谈判。若违背国际惯例，坚持单方面撕毁合约，则灿星会力争制作出“自主研发及原创模式”的《中国好声音》，中国制作方决定更改了节目名称与标志，将原名《中国好声音》暂时更改为《中国新歌声》，避免版权问题。2017年2月，香港国际仲裁中心作出最终裁定，荷兰Talpa公司赢得了授权协议中定义的包括中文节目名“中国好声音”在内的所有智慧财产权专属性权利，12月6日，荷蘭Talpa在官方網站發布公告，宣布此後唐德無權再在大中華地區內製作「The Voice of China」節目，同時Talpa也決定放棄索賠，終止「The Voice of China」在中國地區的授權合作。
节目最大的特点是盲選將原本的轉椅改成全新設計的滑梯，并引进全新舞美灯光和中国音响设备。《中国新歌聲》以“给你舞台，给你麦”为口号。导师那英曾经是当地综艺节目荷蘭版《中国好声音》的三季冠军导师。选择最具实力和潜质的选手进行后续比拼，《新歌声》以正面、励志的态度去选拨最佳歌唱家，均赢得了最炙手可热的音乐巨星青睐和参与，并获得很高的收视与华人地区的关注度。
第一季于2016年7月15日首播，并获得同时段收视冠军，在嘉兴体育馆开机录制，主持人为李咏（正赛和特备节目，总决赛除外）、伊一（特备节目和总决赛）和华少（仅总决赛），导师分别是周杰伦、汪峰、那英、庾澄庆。该季于2016年10月7日结束。
第二季于2017年7月14日首播，在浙江国际影视中心正式录制，主持人为华少（仅正赛和总決赛）、沈涛（仅特备节目）和伊一（特备节目和总决赛），导师分别是陈奕迅、那英、刘欢、周杰伦，第二季的赛制跟第一季有不同，引入了名为“魔鬼六次方循环大逃杀”的全新赛制，采两两导师对战方式进行，各导师的战队也有自己的战旗。该季于2017年10月8日结束。
《中国新歌声》有两位冠军导师，汪峰和刘欢。
除导师外，第一季有助阵导师，邀请了费玉清、蔡健雅、郎朗和范晓萱；第二季有助唱嘉宾，邀请了梁博、周深、张碧晨、张磊、李荣浩、杨千嬅、黄韵玲、魏如萱、曹杨、庾澄庆、张杰和谭维维。

### 《中国好声音》时期
2018年7月12日，《中国新歌声》节目组在其新浪微博帐号宣布该节目改名为《中国好声音》，并随即更改所有相关社交网站帐号的名称和头像，以对应节目名更改。
2018年度节目于2018年7月13日首播，在嘉兴体育馆开机录制，主持人为华少（仅正赛和总決赛）和罗希（仅特备节目），导师分別是谢霆锋、周杰伦、庾澄庆、李健，该年度节目也回归原《中国好声音》的转椅模式，但此轉椅為全新設計。该年度节目于2018年10月12日结束。
2019年度节目于2019年7月19日首播，在嘉兴体育馆开机录制，主持人为华少（仅正赛和总決赛）和伊一（仅特备节目和总決賽），导师分別是李荣浩、庾澄庆、那英、王力宏。無綫電視會在海外部分国家/地区播放（香港除外），而香港則由香港電視娛樂的ViuTVSix與大陸同步播放。该年度节目于2019年10月7日结束。
2020年度节目于2020年8月21日首播，在嘉兴体育馆开机录制，主持人为华少（仅正赛和总決赛）、池長庚（仅特备节目）和伊一（仅特备节目和总決賽），导师分別是谢霆锋、李健、李宇春、李荣浩。该年度节目于2020年11月20日结束。
2021年度节目于2021年7月30日首播，在嘉兴体育馆开机录制，主持人为华少（仅正赛和总決赛）、池長庚（仅特备节目）和伊一（仅特备节目和总決賽），导师分別是李克勤、汪峰、廖昌永（接替那英）、李荣浩。该年度节目于2021年10月15日结束。
2022年度节目于2022年8月5日首播，在湖州吴兴区文体中心体育馆开机录制，主持人为华少（仅正赛和总決赛）和伊一（仅特备节目），导师分別是李克勤、李玟（接替廖昌永)、梁靜茹、李荣浩。该年度节目于2022年10月28日结束。
2023年度节目于2023年7月28日首播，在湖州吴兴区文体中心体育馆开机录制，主持人为华少 （仅正赛和总決赛），导师分別是刘憲华、周华健、薛之谦、潘瑋柏。
《中国好声音》有三位冠军导师，李健、李荣浩和李克勤。李健和李克勤是連續兩年拿了冠军导师的稱號。
除导师外，2021季度有导师助教，邀请了吳莫愁、黄霄、张碧晨和吉克隽逸；2022季度有导师助教，邀请了黄霄和希林娜依·高，還額外邀請了劉德華作為見證人。

## 总览

### 《中國新歌聲》

#### 导师时间表
| 导师   | 季度 | 季度 | 季度 | 季度 |
| 导师   | 1    | 2    |      |      |
| 那英   | 是   | 是   |      |      |
| 周杰伦 | 是   | 是   |      |      |
| 汪峰   | 是   |      |      |      |
| 庾澄庆 | 是   |      |      |      |
| 刘欢   |      | 是   |      |      |
| 陈奕迅 |      | 是   |      |      |
| ------ | ---- | ---- | ---- | ---- |

#### 导师及其战队学员
| 向洋 低调组合 羽田 曾敏杰 朴翔           | 蒋敦豪 徐歌阳 刘文天 郑迦文 林恺伦       | 汪晨蕊 李佩玲 苏立生 万妮达 杨搏                             | 杨美娜 吉克皓 赵小熙 姚希 王闯                              |                                 |  |  |  |  |
| 其他学员                                 |                                          |                                                              |                                                             |                                 |  |  |  |  |
| 程思佳 单良 包师语 吴江 黄俊杰 游淼 高瑞 | 刘雪婧 阿瑞 白若溪 吕俊哲 项亚蕻 温妮    | 白静晨 杨山 侯志斌 岳靖淇 周旸 刘雨潼 朱兰兰 关世鹏 艾斯坎尔 | 李瑞轩 吴映香 官灵芝 付豪 阿克江·阿依丁 张秭禾              |                                 |  |  |  |  |
|                                          |                                          |                                                              |                                                             |                                 |  |  |  |  |
| 第二季                                   | 陈奕迅                                   | 那英                                                         | 刘欢                                                        | 周杰伦                          |  |  |  |  |
| 第二季                                   | 七强学员                                 | 四强学员                                                     | 四强学员                                                    | 四强学员                        |  |  |  |  |
| 第二季                                   | 叶晓粤 肖凯晔 古洁 张泽 梓貝 杜星萤 闫峻 | 郭沁 希林娜依·高 叶炫清 李雅                                 | 扎西平措 子子 冀行 胡斯默                                   | 董姿彦 达布希勒图 卓猷燕 陈颖恩 |  |  |  |  |
| 第二季                                   | 其他学员                                 |                                                              |                                                             |                                 |  |  |  |  |
| 第二季                                   | 韩帅 夏启明 黄韵琴 刘羽晟 次仁拉吉       | 王乐汀 毛雨张 王振诺 邵元 谢慧娴                             | 川&虎 张婉清 张一腾 朱婷婷 谢少唐 刘凯 林筱庭 韩艾洁 胡栋栋 | 朱文婷 李硕 肖敏晔 莫安琪 张鑫  |  |  |  |  |

注：黄色背景为获胜队伍，黑色粗体为冠军，下划线为晋级总决赛的学员。

#### 助阵导师
助阵导师于导师对决协助主考导师共同对组内学员进行指导。
| 赛季   | 助阵导师 | 助阵导师 | 助阵导师 | 助阵导师 |
| 第一季 | 周杰伦   | 汪峰     | 那英     | 庾澄庆   |
| ------ | -------- | -------- | -------- | -------- |
| 第一季 | 费玉清   | 蔡健雅   | 郎朗     | 范晓萱   |

#### 助唱嘉宾
在《中国新歌声》第二季中，助唱嘉宾取代第一季的助阵导师，在组内冠军赛中作为助阵歌手与学员合唱歌曲。
| 赛季   | 助唱嘉宾                    | 助唱嘉宾              | 助唱嘉宾    | 助唱嘉宾         |
| 第二季 | 陈奕迅                      | 那英                  | 刘欢        | 周杰伦           |
| ------ | --------------------------- | --------------------- | ----------- | ---------------- |
| 第二季 | 李荣浩 杨千嬅 黄韵玲 魏如萱 | 梁博 周深 张碧晨 张磊 | 张杰 谭维维 | 曹杨 庾澄庆 那英 |

### 《中國好聲音》

#### 見證人、海外演出合作大使、导师及导师助教时间表
| 見證人、海外演出合作大使、導師或導師助教 | 年度 | 年度 | 年度 | 年度 | 年度 | 年度 |
| 見證人、海外演出合作大使、導師或導師助教 | 2018 | 2019 | 2020 | 2021 | 2022 | 2023 |
| 周杰伦                                   | 是   |      |      |      |      |      |
| 庾澄庆                                   | 是   | 是   |      |      |      |      |
| 谢霆锋                                   | 是   |      | 是   |      |      |      |
| 李健                                     | 是   |      | 是   |      |      |      |
| 那英                                     |      | 是   |      | 是   |      |      |
| 王力宏                                   |      | 是   |      |      |      |      |
| 李荣浩                                   |      | 是   | 是   | 是   | 是   |      |
| 李宇春                                   |      |      | 是   |      |      |      |
| 汪峰                                     |      |      |      | 是   |      |      |
| 李克勤                                   |      |      |      | 是   | 是   |      |
| 廖昌永                                   |      |      |      | 是   | 是   |      |
| 梁靜茹                                   |      |      |      |      | 是   |      |
| 李玟                                     |      |      |      |      | 是   |      |
| 潘瑋柏                                   |      |      |      |      |      | 是   |
| 周華健                                   |      |      |      |      |      | 是   |
| 薛之谦                                   |      |      |      |      |      | 是   |
| 劉憲華                                   |      |      |      |      |      | 是   |
| 吴莫愁                                   |      |      |      | 是   |      |      |
| 黄霄云                                   |      |      |      | 是   | 是   |      |
| 张碧晨                                   |      |      |      | 是   |      |      |
| 吉克隽逸                                 |      |      |      | 是   |      |      |
| 劉德華                                   |      |      |      |      | 是   |      |
| 希林娜依·高                              |      |      |      |      | 是   |      |
| 王嘉爾                                   |      |      |      |      |      | 是   |
| ---------------------------------------- | ---- | ---- | ---- | ---- | ---- | ---- |

| 图解 |                      | 当季見證人 |
| 图解 | 当季海外演出合作大使 |            |
| 图解 | 当季导师             |            |
| 图解 | 当季导师助教         |            |
| 图解 | 当季导师，中途退出   |            |
| 图解 | 当季导师，中途加入   |            |

#### 导师、导师助教及其战队学员
| 劉郡格 打包安琪 邓紫霄 徐翔 王朝 李佳丹   | 周興才讓 宿涵 張神兒 Evis WY 金色炸蛋 吳奇 | 黎真吾 鄭偉 刘思延 黄稔欽 毕晓鑫 黃玉兒            | 旦增尼玛 譚秋娟（Tiger） 康樹龍 赵家豪 李志宇 王軒 |                                                              |  |  |  |  |
| 其他学员                                  |                                            |                                                    |                                                    |                                                              |  |  |  |  |
| 徐詩寒 郝亞青 陳俊皓 宿雨涵 廖穎軒 邢凱翔 | 蔡詠琪 张超洋 劉嘉慧 陳佳杏 王乃迎         | 彭安妮 陳旭侃 陳泳彤 王曼玉                        | 高巾立 陳冠宇 王愷 村田白慧莉 廖野天               |                                                              |  |  |  |  |
|                                           |                                            |                                                    |                                                    |                                                              |  |  |  |  |
| 2019                                      | 李荣浩                                     | 庾澄庆                                             | 那英                                               | 王力宏                                                       |  |  |  |  |
| 2019                                      | 六强学员                                   | 三强学员                                           | 六强学员                                           | 七强学员                                                     |  |  |  |  |
| 2019                                      | 邢晗铭 李凡一 陈小同 骆蕾 胡睿 刘佳琪      | 陈其楠 汪帅 贾铮                                   | 斯丹曼簇 爱新觉罗媚 张天予 蔡咏琪 杨一歌 苏洋      | 李芷婷 刘美麟 崔佳莹 屈杨 肖蔷 CPU 林言奕                    |  |  |  |  |
| 2019                                      | 其他学员                                   |                                                    |                                                    |                                                              |  |  |  |  |
| 2019                                      | 由博文 徐丹丹 刘珉轩 何磊 吉胡 田颖        | 陈潤秋 姚斐 卓玛殷措 张鹏                          | 李伦 崔一 郭皓 金國憲 常虹 吉萨莎玛 马杰雪         | 洪雨雷 以格 杨默依 王文芳 孫振宇 旦增卓嘎 王三 赖淞凤 罗煜斌 |  |  |  |  |
|                                           |                                            |                                                    |                                                    |                                                              |  |  |  |  |
| 2020                                      | 谢霆锋                                     | 李健                                               | 李宇春                                             | 李荣浩                                                       |  |  |  |  |
| 2020                                      | 五强学员                                   |                                                    |                                                    |                                                              |  |  |  |  |
| 2020                                      | 曹楊 傅欣瑤 賈翼騰 祁馨 匹诺曹人声乐团     | 單依純 宋宇寧 蘇瑋 高睿 玛迪娜·都曼                | 潘虹 馬璐 錢江濤 趙紫骅 王天琦                     | 斑马森林 程墨寒 马心怡 程欣 嚴雯君                           |  |  |  |  |
| 2020                                      | 其他学员                                   |                                                    |                                                    |                                                              |  |  |  |  |
| 2020                                      | 晏茂淋 穆蘇 高睿 王天阳                    | 孙美琪 穆蘇 房田立                                 | 范茹 龙女和飞象 斑马森林 太金之之                  | 趙紫骅                                                       |  |  |  |  |
|                                           |                                            |                                                    |                                                    |                                                              |  |  |  |  |
| 2021                                      | 李克勤 助教：吳莫愁                        | 汪峰 助教：黃霄雲                                  | 廖昌永（接替那英） 助教：張碧晨                    | 李荣浩 助教：吉克隽逸                                        |  |  |  |  |
| 2021                                      | 六强学员                                   |                                                    |                                                    |                                                              |  |  |  |  |
| 2021                                      | 伍珂玥 贺三 余空 杨耀扬 時尚 曾溯恕        | 姚曉棠 王馨 譚軒轅 壯煜亮 step.jad依加 MiniG迷你機 | 陳文非 張露馨 才旺羅布 發條月亮 李炎欣 鐵柯楠      | 王靖雯 王泓昊 梓貝 董書含 韋禮安 任媚爽                      |  |  |  |  |
| 2021                                      | 其他学员                                   |                                                    |                                                    |                                                              |  |  |  |  |
| 2021                                      | 冉皂莢 鄭智鴻 王靖雯 苏志尹 裴宸           | 贺三 孫郎朗 張玫                                   | 尹毓恪 达西 澤宙斯姬 孫郎朗 楊耀揚 曾溯恕 凡清     | 曾溯恕 凡清                                                  |  |  |  |  |
|                                           |                                            |                                                    |                                                    |                                                              |  |  |  |  |
| 2022                                      | 李克勤                                     | 李玟（接替廖昌永）                                 | 梁靜茹                                             | 李荣浩                                                       |  |  |  |  |
| 2022                                      | 六强学员                                   |                                                    |                                                    |                                                              |  |  |  |  |
| 2022                                      | 梁玉瑩 姚宇笙 茹今 蝶長 蘇凡鈞 王以諾      | 王澤鵬 周菲戈 彭忠豪 鍾凱琳 林潤欣 本桐            | 潘韵淇 灼海豚樂隊 楊燦 謝天宇 Hey Dog 董明爍       | 蔡子伊 李楚楚 張藝雯 劉琦 匡宇 楊淳                          |  |  |  |  |
| 2022                                      | 其他学员                                   |                                                    |                                                    |                                                              |  |  |  |  |
| 2022                                      | 劉珈彤 李銘                                | 劉珈彤 翁杰 懸掛收音機 玉兔轟炸機                  | 王英杰 王梓安 張琳 本桐 姚宇笙 王眾眾              | 蘇凡鈞 趙偈康 楊燦                                           |  |  |  |  |
|                                           |                                            |                                                    |                                                    |                                                              |  |  |  |  |
| 2023                                      | 劉憲華                                     | 周华健                                             | 薛之谦                                             | 潘瑋柏                                                       |  |  |  |  |

注：黄色背景为获胜队伍，黑色粗体为冠军，斜体为被导师淘汰但後來被其他導師挽救的学员，下划线为晋级总决赛的学员。

## 赛季

### 《中國新歌聲》
| 赛季   | 开播日期   | 结束日期   | 冠军 （导师战队）     | 亚军 （导师战队）   | 季军 （导师战队）     | 晋级总决赛学员 （导师战队） | 冠军导师 | 主持人         | 导师 依座位左至右 | 导师 依座位左至右 | 导师 依座位左至右 | 导师 依座位左至右 |
| 赛季   | 开播日期   | 结束日期   | 冠军 （导师战队）     | 亚军 （导师战队）   | 季军 （导师战队）     | 晋级总决赛学员 （导师战队） | 冠军导师 | 主持人         | 1                 | 2                 | 3                 | 4                 |
| ------ | ---------- | ---------- | --------------------- | ------------------- | --------------------- | --------------------------- | -------- | -------------- | ----------------- | ----------------- | ----------------- | ----------------- |
| 第一季 | 2016/07/15 | 2016/10/07 | 蒋敦豪 （汪峰战队）   | 向洋 （周杰伦战队） | 汪晨蕊 （那英战队）   | 徐歌阳 （汪峰战队）         | 汪峰     | 李咏 伊一 华少 | 周杰伦            | 汪峰              | 那英              | 庾澄庆            |
| 第一季 | 2016/07/15 | 2016/10/07 | 蒋敦豪 （汪峰战队）   | 向洋 （周杰伦战队） | 汪晨蕊 （那英战队）   | 杨美娜 （庾澄庆战队）       | 汪峰     | 李咏 伊一 华少 | 周杰伦            | 汪峰              | 那英              | 庾澄庆            |
| 第一季 | 2016/07/15 | 2016/10/07 | 蒋敦豪 （汪峰战队）   | 向洋 （周杰伦战队） | 汪晨蕊 （那英战队）   | 李佩玲 （那英战队）         | 汪峰     | 李咏 伊一 华少 | 周杰伦            | 汪峰              | 那英              | 庾澄庆            |
| 第二季 | 2017/07/14 | 2017/10/08 | 扎西平措 （刘欢战队） | 郭沁 （那英战队）   | 董姿彦 （周杰伦战队） | 叶晓粤 （陈奕迅战队）       | 刘欢     | 华少 沈涛 伊一 | 陈奕迅            | 那英              | 刘欢              | 周杰伦            |
| 第二季 | 2017/07/14 | 2017/10/08 | 扎西平措 （刘欢战队） | 郭沁 （那英战队）   | 董姿彦 （周杰伦战队） | 肖凯晔 （陈奕迅战队）       | 刘欢     | 华少 沈涛 伊一 | 陈奕迅            | 那英              | 刘欢              | 周杰伦            |

### 《中國好聲音》
| 年度 | 开播日期   | 结束日期   | 冠军 （导师战队）     | 亚军 （导师战队）       | 季军 （导师战队）     | 晋级总决赛学员 （导师战队） | 冠军导师 | 主持人           | 导师 依座位左至右 | 导师 依座位左至右 | 导师 依座位左至右 | 导师 依座位左至右 |
| 年度 | 开播日期   | 结束日期   | 冠军 （导师战队）     | 亚军 （导师战队）       | 季军 （导师战队）     | 晋级总决赛学员 （导师战队） | 冠军导师 | 主持人           | 1                 | 2                 | 3                 | 4                 |
| ---- | ---------- | ---------- | --------------------- | ----------------------- | --------------------- | --------------------------- | -------- | ---------------- | ----------------- | ----------------- | ----------------- | ----------------- |
| 2018 | 2018/07/13 | 2018/10/12 | 旦增尼玛 （李健战队） | 黎真吾 （庾澄庆战队）   | 刘郡格 （谢霆锋战队） | 宿涵 （周杰伦战队）         | 李健     | 华少 罗希        | 谢霆锋            | 周杰伦            | 庾澄庆            | 李健              |
| 2018 | 2018/07/13 | 2018/10/12 | 旦增尼玛 （李健战队） | 黎真吾 （庾澄庆战队）   | 刘郡格 （谢霆锋战队） | 周兴才让 （周杰伦战队）     | 李健     | 华少 罗希        | 谢霆锋            | 周杰伦            | 庾澄庆            | 李健              |
| 2019 | 2019/07/19 | 2019/10/07 | 邢晗铭 （李荣浩战队） | 斯丹曼簇 （那英战队）   | 李芷婷 （王力宏战队） | 陈其楠 （庾澄庆战队）       | 李荣浩   | 华少 伊一        | 李荣浩            | 庾澄庆            | 那英              | 王力宏            |
| 2020 | 2020/08/21 | 2020/11/20 | 单依纯 （李健战队）   | 斑马森林 （李荣浩战队） | 潘虹 （李宇春战队）   | 曹杨 （谢霆锋战队）         | 李健     | 华少 伊一 池长庚 | 谢霆锋            | 李健              | 李宇春            | 李荣浩            |
| 2020 | 2020/08/21 | 2020/11/20 | 单依纯 （李健战队）   | 斑马森林 （李荣浩战队） | 潘虹 （李宇春战队）   | 宋宇宁 （李健战队）         | 李健     | 华少 伊一 池长庚 | 谢霆锋            | 李健              | 李宇春            | 李荣浩            |
| 2021 | 2021/07/30 | 2021/10/15 | 伍珂玥 （李克勤战队） | 王靖雯 （李荣浩战队）   | 陳文非 （廖昌永战队） | 姚曉棠 （汪峰战队）         | 李克勤   | 华少 伊一 池长庚 | 李克勤            | 汪峰              | 那英 (EP1-6)      | 李荣浩            |
| 2021 | 2021/07/30 | 2021/10/15 | 伍珂玥 （李克勤战队） | 王靖雯 （李荣浩战队）   | 陳文非 （廖昌永战队） | 贺三 （李克勤战队）         | 李克勤   | 华少 伊一 池长庚 | 李克勤            | 汪峰              | 廖昌永 (EP7-15)   | 李荣浩            |
| 2022 | 2022/08/05 | 2022/10/28 | 梁玉莹 （李克勤战队） | 蔡子伊 （李荣浩战队）   | 潘韻淇 （梁靜茹战队） | 王澤鵬 （李玟战队）         | 李克勤   | 华少 伊一        | 李克勤            | 廖昌永 (EP1-8)    | 梁静茹            | 李荣浩            |
| 2022 | 2022/08/05 | 2022/10/28 | 梁玉莹 （李克勤战队） | 蔡子伊 （李荣浩战队）   | 潘韻淇 （梁靜茹战队） | 李楚楚 （李荣浩战队）       | 李克勤   | 华少 伊一        | 李克勤            | 李玟 (EP9-13)     | 梁静茹            | 李荣浩            |
| 2023 | 2023/07/28 | 待定       | 待定                  | 待定                    | 待定                  | 待定                        | 待定     | 华少             | 刘宪华            | 周华健            | 薛之谦            | 潘玮柏            |

### 暂停播放
节目保持一年一度在7月中旬至10月上旬播出，但第八季节目因调查李玟在生前控诉节目组的不公平待遇事件而于2023年8月25日暂停播放。

## 标志
标志因版权问题从原本的“V”，亦更换全新的节目标志色系以金色为主，设计概念是五角星4颗在上一颗在下，四颗在上代表四位导师高高在上，却小了些，一颗在下代表学员，因为是在下面，却大的多，而整体火炬则代表节目组寻找中国原创音乐之火，期待薪火相传之义。

## 爭議

### 李玟因質疑賽制不公遭欺凌事件
2022年9月13日，原《2022中国好声音》導師之一的廖昌永因上海音乐学院院长的教學任務，無法參與接下來的錄製，于是由華語樂壇天后歌手李玟接替成为導師。然而，这一换席之后发生了一連串争议事件。
首先在9月28日，一段於微博流傳的節目錄製現場视频显示，李玟质疑评分体系的公正性，特别是对于73分和88.3分选手不同待遇，替其戰隊中較高分卻遭到淘汰的周菲戈打抱不平，而斥责節目賽制不公。當晚，李玟在微博上發文表示「經過導演組的耐心解釋與溝通，一切誤會都解除」。但在該年度節目結束後，李玟刪除她在微博上與《2022中國好聲音》相關的所有貼文。而事後流出的錄音檔，證实當時聲稱誤會解除的文章，实际上是李玟在受到《2022中國好声音》節目組的威胁后发布的。
2023年7月5日，李玟因抑郁症轻生离世。一個多月后的8月17日，李玟生前痛訴《2022中國好声音》的語音在網上曝光：在音檔中她表达了因对节目的热爱，透露自己在罹患乳癌的情况下仍坚持接替該節目导师的工作，只希望能夠幫助同樣熱愛音樂的年輕人实现夢想，結果受到節目組恶意对待。當她因賽制不公憤而在現場抗議時，不僅被要求馬上離開，导演助理還上前抓她的衣服欲將她拉下台，被李玟的工作人員抵擋；在現場畫面曝光後，中國網民也幾乎力挺李玟，但她仍被要求发微博为节目澄清，否则不允许她的战队学员再次登场。而節目的最後一集錄制，節目組在已了解到李玟因腿部有旧伤需有學員攙扶才能完成演唱的情况下，仍擅自将学员引导到远离她的地方，导致李玟獨自演唱到摔倒在地，加重了她的腿部伤势，在音檔最后李玟声淚俱下表示「我現在連跳舞都不可以，跳舞是讓我最快樂的（但）我不可以。」
對此，《中國好声音》当晚在微博回應称，錄音經过惡意剪輯，「是對逝者不尊重，也嚴重損害節目形象，我方表示強烈譴責」，並開啟微博精選評論功能，即评论需經博主審查通過後才会顯示。 
8月18日，有網民發現《中國好聲音》的簡介中已将李玟移除，只剩下梁靜茹、廖昌永、李克勤及李榮浩。此事传出后，引发网民热议，一些网民扬言要抵制《中国好声音》和浙江卫视，甚至表示要抵制节目的赞助商。《中国好声音》制作单位的母公司星空华文的股价也因此暴跌，总市值在一天内蒸发近百亿港元。
8月20日，浙江广电集团发表公开信，表示将以负责任的态度进一步调查核实观众和网民对《中国好声音》的问题。长春广播电视台城市生活廣播宣布永不合作《中國好聲音》。随着事件的发酵，多數內地網民支持李玟，要求节目停播，并对节目组和相关单位表示愤怒，要求向李玟道歉。李玟的好友甄妮也在Facebook上批评“參與《好聲音》的每一位都欠缺良知，為名為利不擇手段，即使同行亦侮辱他們自己的本職，看不起！”使得曾擔任多屆導師如那英等歌手亦受到此次事件的牵连。
8月25日，由于負面輿論及兩位導師臨時退出節目，浙江衛視官方微博宣布《2023中國好聲音》暫停播出。自從爆料事件發生以來，星空華文的港股就暴跌56%，市值蒸發276.8億港幣。
9月中旬，《中国好声音》节目制作方以其他合同纠纷为由，起诉李玟经纪公司華納音樂中國，案件于2024年4月9日在上海市第一中级人民法院开庭审理。

### 学员指控中國好聲音

#### 50万元转身费
李玟生前的錄音曝光後，曾參與2023年中國好聲音錄製的學員李嘉捷亦於8月17日在微博發文指控中國好聲音「總決賽前十名的位次都是可以買的，其金額超乎想像」、「50萬（人民幣）一個座位我相信絕非空穴來風」；且節目組毫不尊重參與比賽的選手，當日凌晨才臨時通知有錄製，卻讓從外地趕來的選手在等待數小時後未能上場即提前終止錄製，事後沒有任何解釋與道歉，對於選手來回的交通及住宿費用亦不負責。
隨後該篇文章遭到刪除，李嘉捷則再度發文表示「我沒刪，非我刪」，惟第二篇文章於不久後再度遭到刪除。李嘉捷於翌日（18日）發聲明道歉並寫道：「本人於昨日發布的微博內容，沒有事實依據，在此向社會各界以及好聲音節目組表達歉意，也請廣大網友不要再以訛傳訛，謝謝大家！」。李嘉捷低頭向社會大眾及節目組致歉一事，引起許多中國網友熱議，認為李嘉捷是在被節目組威脅的情況下才發聲明道歉。
同月28日，獲得四位導師轉身的台灣選手柏霖在臉書（Facebook）鄭重聲明，否認花錢買導師「一轉50萬元」的說法，並表示「我鄭重澄清我本人及我的公司絕無與《中國好聲音》有任何金錢往來，有的也只是交通費和住宿費的報銷費用！」。
2023年9月1日，《中国好声音》节目制作方委托律师事务所发表声明，“学员转身费50万元”、“学员3000万元购买冠军”、“境外资本控制好声音”、“好声音导师退出、赔偿赞助商7亿、工作人员被带走”等说法“均为谣言”，并提出民事诉讼。而主持人华少更被传出因涉嫌违反相关法律法规而被带走调查，华少随后在微博表示“不信谣，不传谣”。
2023年9月中旬，《中国好声音》节目制作方以其他合同纠纷为由，起诉李玟经纪公司华纳唱片中国，案件将于2024年4月9日在上海市第一中级人民法院开庭审理。

#### 9年合同和假背景
《中国好声音》第一季学员张玮琪否认50万元转身费的传闻，起码前四季是不存在的。但他透露参赛者需要签订9年的合同才能继续在决赛中表演，若不服从就会被淘汰。 他还声称，节目上学员介绍自己是货车司机、农民、美甲老板等都是假的背景，目的是为了达成节目的效果，其实他们都是做了很长时间的音乐人或是酒吧歌手。

### 潘瑋柏被轉身事件
2023年8月18日，《2023中國好聲音》第4集播出時，微博上流傳一段節目片段，當時遊夢島樂隊正在台上表演自創曲《愛本身》，並以「明選」模式挑戰。樂隊演唱到一半時，只見導師潘瑋柏當時背對舞台聆聽參賽者的表演，但雙手放在腿上的他，下一秒椅子卻自動轉身，等同於被強迫做出選擇，讓潘瑋柏不知所措，更脫口說出了疑似是英語單字「what（什麼）」，同為導師的薛之謙也表現得非常錯愕。
後來有中國網友分享另一段慢速影片，將原本潘瑋柏轉身的影片放慢至0.3倍速，這時可以看到在轉身的過程中，潘瑋柏的手似乎就放在按鈕上，且在他轉身的過程中，手臂似乎也有微微動了一下，不過因為他穿著深色衣服，所以看起來並不明顯，再加上驚訝的表情，才會讓大家都誤會潘瑋柏是「被轉身」。這段影片曝光後也引來網友熱議，不過多數網友難以被說服，並不買單這段澄清影片，認為是遭到剪輯而成的。